# Operazione Leone marino
L'operazione Leone marino (Unternehmen Seelöwe) era il nome in codice tedesco per l'ipotetica invasione marittima dell'Inghilterra, programmata durante la seconda guerra mondiale dalla Germania nazista. L'Alto Comando dell'esercito tedesco era convinto che, dopo la resa della Francia, il Regno Unito avrebbe richiesto la pace; visto però che non veniva presa nessuna iniziativa in questo senso, Hitler ordinò di pianificare un'invasione via mare.
La Wehrmacht decise di impiegare per questa operazione 20 divisioni, il cui sbarco doveva essere assicurato dalla Luftwaffe, piuttosto che dalla marina tedesca che disponeva di poche unità. Se gli uomini di Göring fossero riusciti ad annientare la RAF e a distrarre la Royal Navy dalla Manica, le truppe tedesche avrebbero avuto buone possibilità di sbarcare in Inghilterra senza perdite rilevanti. Difatti una volta a terra, avrebbero dovuto affrontare 25 divisioni, sprovviste però di armi moderne, trasporti e mezzi corazzati, e sparse dal Kent a Cromarty, ignare di dove il nemico sarebbe sbarcato.

## I piani
La prima volta che qualcuno parlò dell'invasione del Regno Unito dopo la battaglia di Trafalgar fu il 29 novembre 1939, quando il Grande ammiraglio Raeder, comandante in capo dell'Oberkommando der Kriegsmarine (OKM - Comando supremo della marina da guerra), trasmise al cancelliere e all′Oberkommando der Wehrmacht (OKW - Comando supremo delle forze armate) un memorandum in cui esplicava le condizioni di fattibilità di un'invasione dell'Inghilterra (praticamente la possibilità di controllare le rotte di invasione e i punti di sbarco con una cooperazione fra Kriegsmarine e Luftwaffe).
Indipendentemente dall'OKM nello stesso periodo l′Oberkommando des Heeres (OKH - Comando supremo dell'esercito) predisponeva il Fall Norten Westen (Piano Nord Ovest) per un'invasione dell'Inghilterra orientale con uno sbarco diversivo alla foce dell'Humber. Era previsto l'impiego di 17 divisioni, di cui 2 aviotrasportate (quindi dipendenti organicamente dalla Luftwaffe), che dovevano operare su tre scaglioni, partendo (almeno i primi due) dai porti dell'Holstein (Wilhelmshaven). Il piano, presentato all'OKM e all'Oberkommando der Luftwaffe (OKL - Comando supremo dell'aeronautica militare) fu respinto da questi, in quanto giudicato inattuabile fra dicembre 1939 e gennaio 1940.
La prima volta che Hitler parlò esplicitamente di un'invasione della Gran Bretagna fu il 21 maggio 1940, a campagna di Francia già intrapresa, indicando le direttive in uno sbarco nel Kent e nel Sussex, utilizzando basi di partenza in Francia. La risposta dell'OKM fu piuttosto tiepida, in quanto nella campagna di Norvegia erano stati persi 3 incrociatori e 12 cacciatorpediniere, mostrando quindi il rischio di operazioni marittime in cui, pur avendo la superiorità aerea, non si aveva la superiorità navale. Inoltre, in quel momento i natanti da sbarco disponibili erano in tutto 45.
Hitler, dopo la vittoria sulla Francia, effettuò diversi tentativi per arrivare ad accordi di pace con la Gran Bretagna, ma, constatato che da Londra non giungevano risposte positive, il 2 luglio emise le prime direttive per l'invasione dell'isola, cioè il Fall Seelöwe (Piano Leone Marino). Nella prima metà di luglio furono organizzate le azioni amministrative per il mantenimento sul piede di guerra di 20 divisioni di cui era prevista la smobilitazione. Con la requisizione di 2000 natanti fluviali l'OKM il 19 luglio acconsentiva a fornire i natanti necessari per l'operazione Seelöwe.
Per l'acquisizione di informazioni sulle zone dove sarebbero avvenuti gli sbarchi il servizio informazioni tedesco ricorse anche a delle cartoline inviate da turisti e boy-scout direttamente dall'Inghilterra negli anni immediatamente precedenti il conflitto. Ciò portò alla compilazione di otto dossier dettagliati (uno per ogni regione della Gran Bretagna), i quali però si rivelarono inutili dopo la sospensione dell'operazione. Fu anche preparata una "lista speciale di ricerca" che comprendeva i nominativi di più di 2000 persone da arrestare una volta compiuta l'invasione.
Dopo la campagna di Francia i tedeschi raccolsero nei porti della Manica una flotta di scialuppe e vaporetti, molti dei quali erano stati affrettatamente trasformati in mezzi da sbarco, e addestrarono le truppe alle tattiche relative. Tuttavia per tutto l'agosto e fino all'inizio del settembre 1940, quando la battaglia d'Inghilterra era già in corso, le truppe tedesche, pronte a salpare, attesero invano che la Luftwaffe rendesse più sicuri i cieli sopra La Manica.
Alla metà di settembre la data dell'invasione era già stata rimandata tre volte e il 2 ottobre le truppe tedesche erano ancora a riva. Il 12 ottobre, quando era ormai evidente che la Luftwaffe non era riuscita ad assumere il controllo dei cieli sulla Manica, l'operazione venne rinviata al 1941 e le truppe tedesche incominciarono a lasciare i punti di imbarco.

## Ordine di battaglia

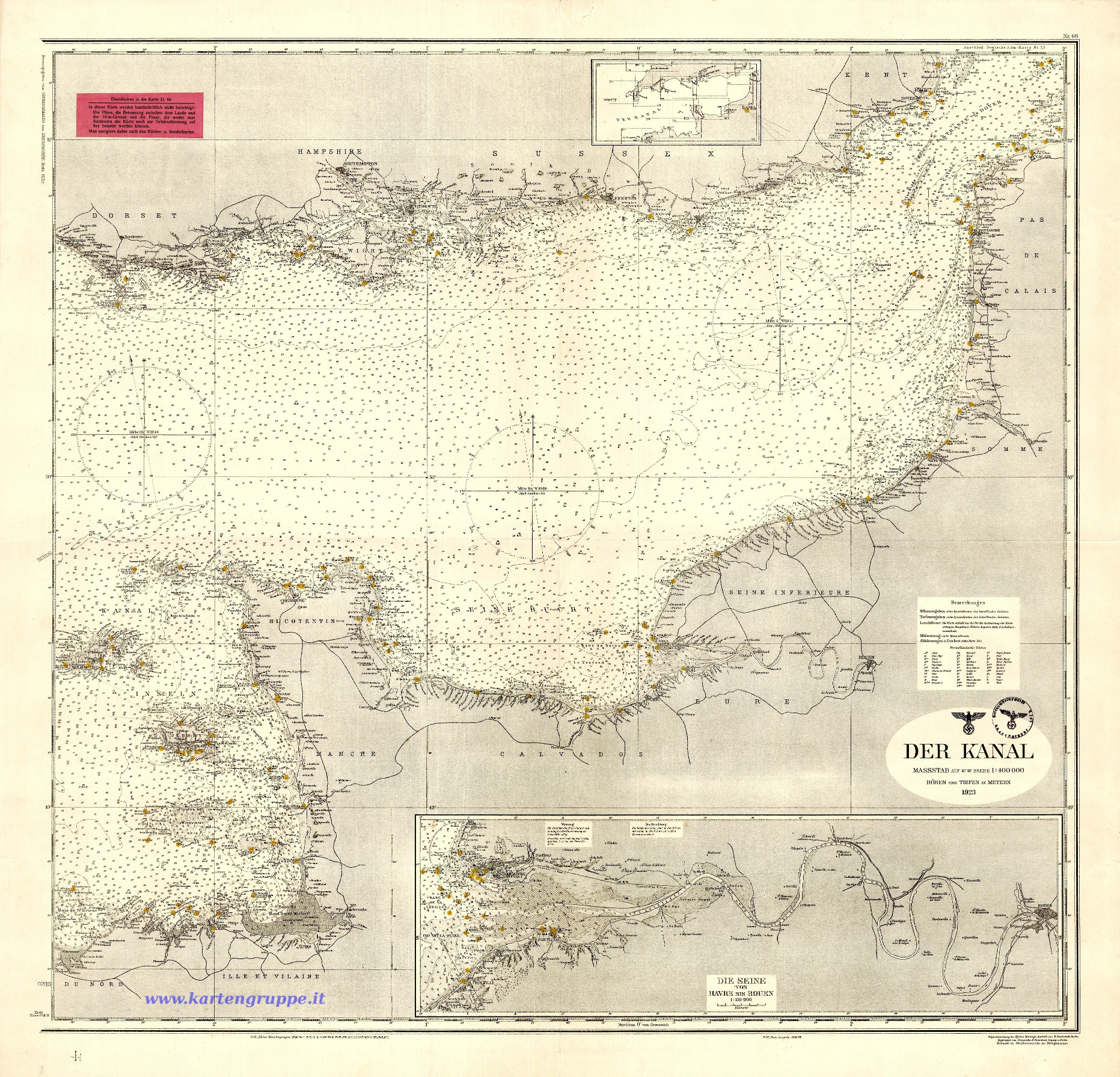
Carta nautica dell'area dell'operazione (collezione privata www.kartengruppe.it)

### Gruppo d’armate A
Generalfeldmarschall Gerd von Rundstedt
- 16ª Armata - Generaloberst Ernst Busch
  - prima ondata
  - XIII Corpo - General Heinrich von Vietinghoff
    - 17ª Divisione di fanteria
    - 35ª Divisione di fanteria
    - 2º Battaglione del 14º Reggimento antiaereo della Luftwaffe

  - VII Corpo - Generaloberst Eugen von Schobert
    - 1ª Divisione alpina
    - 7ª Divisione di fanteria
    - 1º Battaglione del 26º Reggimento antiaereo della Luftwaffe

  - seconda ondata
  - V Corpo - General Richard Ruoff
    - 12ª Divisione di fanteria
    - 30ª Divisione di fanteria

  - XXXXI Corpo - General Georg-Hans Reinhardt
    - 8ª Divisione corazzata
    - 10ª Divisione corazzata
    - Reggimento di fanteria "Grossdeutschland"
    - Reggimento Leibstandarte SS Adolf Hitler

  - terza ondata
  - IV Corpo - General Viktor von Schwedler
    - 24ª Divisione di fanteria
    - 58ª Divisione di fanteria

  - XXXXII Corpo - General Walter Kuntze
    - 45ª Divisione di fanteria
    - 164ª Divisione di fanteria
- 9ª Armata - Generaloberst Adolf Strauss
  - prima ondata
  - XXXVIII Corpo - General Erich von Manstein
    - 26ª Divisione di fanteria
    - 34ª Divisione di fanteria

  - VIII Corpo - General Walter Heitz
    - 6ª Divisione alpina
    - 8ª Divisione di fanteria
    - 28ª Divisione di fanteria

  - seconda ondata
  - XV Corpo - Generaloberst Hermann Hoth
    - 4ª Divisione corazzata
    - 7ª Divisione corazzata
    - 20ª Divisione motorizzata di fanteria

  - terza ondata
  - XXIV Corpo - General Leo Freiherr Geyr von Schweppenburg
    - 15ª Divisione di fanteria
    - 78ª Divisione di fanteria

### Gruppo d'armate C
Generalfeldmarschall Wilhelm Ritter von Leeb
- 6. Armata - Generalfeldmarschall Walter von Reichenau
  - II Corpo - General Walter Graf von Brockdorff-Ahlefeldt
    - 6. Divisione di fanteria
    - 256. Divisione di fanteria

  - Forze paracadutiste
    - 7. Divisione aviotrasportata
    - 22. Divisione aviotrasportata

  - Bau-Lehr-Regiment z.b.V. 800 "Brandenburgo"